# Championnat d'Union soviétique de football 1965
Navigation
Saison 1964 Saison 1966
La saison 1965 de Pervaïa Grouppa A est la 27e édition du championnat de première division en Union soviétique. Dix-sept clubs sont regroupés au sein d'une poule unique où les équipes se rencontrent deux fois, à domicile et à l'extérieur. À la fin du championnat, aucun club n'est relégué et les deux meilleures équipes de deuxième division sont promus.
C'est le club du Torpedo Moscou qui remporte le championnat après avoir terminé en tête du classement final, avec un seul point d'avance sur le Dynamo Kiev et treize sur le CSKA Moscou. C'est le 2e titre de champion d'Union soviétique de l'histoire du club, après celui gagné en 1960. Le Torpedo est le premier club champion à représenter l'URSS en Coupe d'Europe des clubs champions.
Le tenant du titre, le Dinamo Tbilissi, ne prend que la 6e place, à quinze points du nouveau champion.

## Clubs participants
- Premier tour de la Coupe des coupes 1965-1966
- Promu de deuxième division

| Club                      | Présent depuis | Classement 1964 | Entraîneur             |
| ------------------------- | -------------- | --------------- | ---------------------- |
| Dinamo Tbilissi           | 1936           | 1er             | Gavriil Kachalin       |
| Torpedo Moscou            | 1938           | 2e              | Viktor Marienko        |
| CSKA Moscou               | 1954           | 3e              | Valentin Nikolaïev     |
| SKA Rostov                | 1959           | 4e              | Iosif Betsa            |
| Chakhtior Donetsk         | 1955           | 5e              | Oleg Ochenkov          |
| Dynamo Kiev               | 1936           | 6e              | Viktor Maslov          |
| Dinamo Moscou             | 1936           | 7e              | Viatcheslav Soloviov   |
| Spartak Moscou            | 1936           | 8e              | Nikita Simonian        |
| Dinamo Minsk              | 1960           | 9e              | Aleksandr Sevidov      |
| Krylia Sovetov Kouïbychev | 1962           | 10e             | Viktor Karpov (ru)     |
| Zénith Léningrad          | 1938           | 11e             | Valentin Fiodorov (en) |
| Neftianik Bakou           | 1960           | 12e             | Vassili Sokolov        |
| Torpedo Koutaïssi         | 1962           | 13e             | Vsevolod Blinkov (en)  |
| Lokomotiv Moscou          | 1965           | 1er (D2)        | Ievgueni Rogov         |
| SKA Odessa                | 1965           | 2e (D2)         | Viktor Fiodorov (ru)   |
| Pakhtakor Tachkent        | 1965           | 3e (D2)         | Mikhail Yakushin       |
| Tchernomorets Odessa      | 1965           | 4e (D2)         | Youri Voïnov           |

### Changements d'entraîneurs
| Club              | Entraîneur partant   | Date de départ | Entraîneur arrivant   | Date d'arrivée |
| ----------------- | -------------------- | -------------- | --------------------- | -------------- |
| Dinamo Moscou     | Oleksandr Ponomarov  | mai 1965       | Viatcheslav Soloviov  | mai 1965       |
| Torpedo Koutaïssi | Andreï Jordania (ru) | mai 1965       | Vsevolod Blinkov (en) | juin 1965      |
| Neftianik Bakou   | Alakbar Mammadov     | juillet 1965   | Vassili Sokolov       | juillet 1965   |
| Lokomotiv Moscou  | Boris Arkadiev       | août 1965      | Ievgueni Rogov        | septembre 1965 |

## Compétition
Le barème de points servant à établir le classement se décompose ainsi :
- Victoire : 2 points
- Match nul : 1 point
- Défaite : 0 point